# Raymond O'Hurley
Pour les articles homonymes, voir O'Hurley.
Raymond Joseph Michael O'Hurley (1er octobre 1909-27 mars 1970) est un travailleur du bois et homme politique fédéral du Québec.

## Biographie
Né à Saint-Gilles dans la région de Chaudière-Appalaches, il commença sa carrière politique en devenant député du Parti progressiste-conservateur du Canada dans la circonscription fédérale de Lotbinière en 1957. Réélu en 1958 et en 1962, il sera défait en 1963 et 1965 par le libéral Auguste Choquette.
Durant son passage à la Chambre des communes, il a été ministre de la Production de défense de 1958 à 1963, secrétaire parlementaire et adjoint parlementaire du ministre des Mines et des Relevés techniques de 1957 à 1958.